# Воєвода

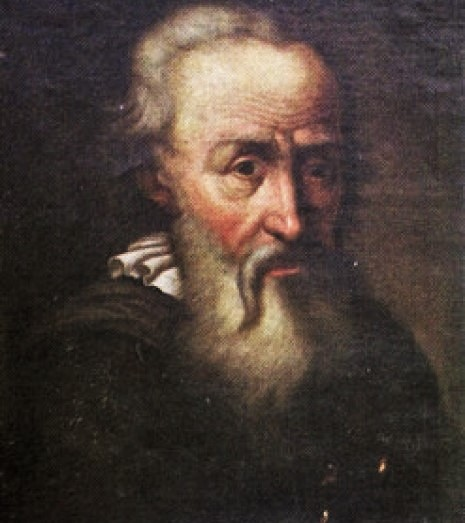
Василь-Костянтин Острозький, київський воєвода.

Воєво́да («той, хто веде воїв») — у середньовіччі й новому часі воєначальник, голова військового загону, командир дружини або ополчення. Голова військового округу, міста, адміністративної одиниці тощо. Інколи спадковий титул і посада голови держави, регіону чи краю.

## Київська Русь
В Україні-Русі відомі з X століття, спочатку як командувачі княжою дружиною або народним ополченням. У західноукраїнських князівствах XIII—XIV століття воєводи, крім того, подекуди були управителями певних адміністративно-територіальних одиниць.

## Захід України
У 1921—1939 роках у Західній Україні, яка перебувала під владою Польщі, воєводами називали керівників адміністративно-територіальних округів — воєводств.

## Польща. Литва. Річ Посполита
У давній Польщі та Великому князівстві Литовському, з 1569 р. — у Речі Посполитій — уряд державної адміністрації. За часів перших польських правителів з династії П'ястів — найвищий державний урядник — управитель двору, заступник правителя в командуванні військом і судочинстві. У XIII ст. почав перетворюватися на найвищого урядника землі або князівства. Воєводу призначав король, від 1775 р. — Постійна рада.
Після анексії наприкінці 1340-х років Короною Руського королівства на його теренах 1434 року було утворено воєводства Руське, Подільське, Белзьке. У 1470 р. Київ став центром воєводства Великого князівства Литовського. Після 1566 року було створено воєводства Волинське, Брацлавське, Чернігівське, Підляське.
Із середини XIV ст. воєводи — учасники до Королівської ради, з 1493 р. у Речі Посполитій уряд воєводи забезпечено мав місце у сенаті (сенатор). Компетенція воєводи різнилась по землях Корони, причому з роками функції воєвод зменшувались, зокрема військова функція була зведена до доведення посполитого рушення шляхти до місця її зібрання. З адміністративних функцій були залишені головування на сеймиках, нагляд за містами, встановлення цін на товари, контроль за мірами ваги, розміру, об'єму.
У Польщі в 1921—1939, 1944—1950 pp. і з 1975 р. — керівник державної адміністрації у воєводстві.

## Чехія. Угорщина. Румунія
Воєначальники у середньовічних Чехії, Боснії, Болгарії, Угорщині, Хорватії, Сербії, Молдавії, Валахії і Трансильванії мали цей титул.

## Болгарія
У Болгарії за часів оттоманського панування командирів повстанців (гайдуків) також називали воєводами (болг. войвода).
- Чавдар Войвода

## Японія
Воєвода у Японії — посада військового голови провінції у Камакурському і Муромачівському сьоґунатах у XII—XVI століттях.

## Московська держава
У Московській державі XVI—XVII століть існували полкові воєводи, які очолювали кожний з 5 полків московського війська. Посада полкових воєвод на Лівобережній Україні була ліквідована Петром I. Наприкінці 1775 року існувала посада міських (городових) воєвод, які здійснювали адміністративне і воєнне управління містом або повітом. Після спілки Української держави з Московією в 1654 році до Києва та кількох інших українських міст були направлені російські городові воєводи, як коменданти місцевих фортець і командувачі російських гарнізонів. На руських землях (зокрема землях сучасної України), які входили до складу Речі Посполитої воєводства існували до кінця XVIII ст. Тому воєвода, як правитель воєводства, поєднував адміністративну і військову функції.

## Молдова
Правителі Молдавського князівства носили титул воєвод Молдавських. Волоська скорочена назва воєводи — воде  (рум. vodă).